# Saguache
Saguache település az Amerikai Egyesült Államok Colorado államában, Saguache megyében, melynek megyeszékhelye is. Lakosainak száma 539 fő (2020. április 1.).

## Népesség
A település népességének változása:

| 2010 | 485 |
| 2020 | 539 |